# Nombre de Jesús (ort i Honduras)
Nombre de Jesús är en ort i Honduras.   Den ligger i departementet Departamento de Yoro, i den centrala delen av landet, 150 km norr om huvudstaden Tegucigalpa. Nombre de Jesús ligger 473 meter över havet och antalet invånare är 1 250.
Terrängen runt Nombre de Jesús är kuperad åt sydost, men åt nordväst är den platt. Terrängen runt Nombre de Jesús sluttar norrut. Runt Nombre de Jesús är det ganska glesbefolkat, med 22 invånare per kvadratkilometer. Närmaste större samhälle är Esquipulas del Norte, 17,0 km öster om Nombre de Jesús. Omgivningarna runt Nombre de Jesús är en mosaik av jordbruksmark och naturlig växtlighet.